# Bosistoa
Bosistoa é um género botânico pertencente à família Rutaceae.